# Charles Pierre César Picot de Boisfeuillet
Pour les articles homonymes, voir Picot.
Charles Pierre César Picot de Boisfeuillet, né le 21 mai 1744 à Saint-Malo et mort le 13 aout 1801 à Savannah aux États-Unis, est un colon français.
Il a fait partie des associés à l’origine du développement, vers 1791, de la culture du coton à grande échelle à l'Île de Sapelo, île située en face de Darién, puis Savannah, petit port fondé en 1733, dans une Géorgie encore peu peuplée, où l’esclavage n’a été autorisé qu’à partir de 1751, un référendum l’ayant interdit en 1735 dans la colonie écossaise de Darién, juste en face de Sapelo. 

## Associés
Parmi eux, Pierre-Jacques Meslé de Grandclos, réputé être le plus grand négrier de Saint-Malo, qui dès juin 1790 écrit à Villecollet, gérant de l’habitation Lefèvre à Saint-Domingue, pour lui indiquer que : « La Révolution française avance vers le bien, pour le contentement du plus grand nombre, elle engourdit mes vues d’acquêt à Saint-Domingue parce que je crains que la liberté des Noirs ne s’en suive ». 
Le 5 octobre 1790, il passe aux actes et signe un contrat pour la colonisation et le partage des îles Sapelo et Blackbeard.
Parmi les associés, on compte aussi Julien-Joseph Hyacinthe de Chappedelaine neuve de Charles César de Boisfeuillet, ce dernier assassina M. de Chappedelaine en 1774, François-Marie Louis Dumoussay de la Vauve, Nicolas Magon de la Villehuchet et un jeune retraité de la Compagnie des Indes, Christophe Poulain Dubignon. Le capital de 240 000 livres vise à cultiver au départ 4 000 hectares. Très vite, la colonie s’étend à une autre île, Jekyll Island. Christophe Poulain Dubignon sera le seul à survivre à la Terreur et restera planteur de coton jusqu’à sa mort à 86 ans, en 1825.
D’autres réfugiés de Saint-Domingue s’installent, vers 1808, à Sapelo, en Géorgie, autour de Denis Nicolas Cottineau de Kerloguen, officier de marine français, héros de la révolution américaine et représentant de Saint-Domingue à Paris aux débuts de la Révolution française.
Parmi eux, un autre grand planteur de sucre des Antilles, Jean Bérard de Moquet, marquis de Montalet, propriétaire de l’habitation Montalet à Bellevue, Port-de-Paix (Saint-Domingue) arrivé aux États-Unis en 1798 après avoir servi pendant 4 ans dans les milices anglaises qui avaient pris le contrôle de Saint-Domingue après le traité de Whitehall signé en 1794 avec les colons. 
Jean Bérard de Moquet épouse, en 1802, Servanne de Boisfeuillet, fille de Charles Pierre César Picot de Boisfeuillet, l’un des fondateurs de la colonie en 1791. Elle repose, ainsi que Renée Michèle, sa première épouse, au cimetière du Parc colonial de Savannah. 
En 1804, la création d’une église catholique leur permet de se remarier selon le culte catholique.

## Sources
- "Le Vrai Limoelan" de Pierre Le Bastard